# Nokia Lumia 900
De Nokia Lumia 900 is een smartphone van het Finse bedrijf Nokia. Het is Nokia's derde toestel met Windows Phone 7.5, en kreeg in 2013 een update naar Windows Phone 7.8. De Lumia 900 is een duurdere variant van de Lumia 800.
Om de telefoon te onderscheiden van de concurrentie, werd het ontwerp van de Lumia 900 gebaseerd op die van de Lumia 800, die op zijn beurt weer gebaseerd is op de opvallende Nokia N9. Omdat de Lumia 900 vooral op de Verenigde Staten werd gericht, zijn er enkele grote verschillen met de Lumia 800, zoals een camera aan de voorzijde, een grotere batterij en een groter 4,3-inch scherm ten opzichte van het 3,7-inch scherm van de Lumia 800.
De Lumia 900 was beschikbaar in drie verschillende kleuren.

## 4G ondersteuning
De Lumia 900 was de eerste Lumia met ondersteuning voor 4G. Dit was voor het Amerikaanse model dat AT&T verkocht. Het was tevens een van de eerste Windows Phones met de ondersteuning voor het snellere netwerkprotocol, tot dan toe maakten ze allemaal nog gebruik van het oudere en langzamere 3G netwerk.

## Problemen

### Eerdere problemen
Toen het toestel net uitwas, waren er veel problemen met de cellulaire connectie. Dit kwam doordat dit een van de eerste Windows Phones was met LTE ondersteuning. Ook werkte de nabijheidssensor niet goed. Deze problemen zijn al vrij snel verholpen door Nokia en Microsoft met nieuwe updates die de Lumia 900 beter compatibel maken met Windows Phone in combinatie met 4G.

### Geen upgrade naar Windows Phone 8
Het is niet mogelijk te upgraden naar Windows Phone 8, doordat Windows Phone 7 is gebaseerd op de Windows CE kernel terwijl Windows Phone 8 gebruik maakt van de Windows NT kernel. Door de grote verschillen zijn ook de apps die ontwikkeld zijn voor Windows Phone 8 niet compatibel met Windows Phone 7 en ook andersom. Om de gebruikers van Windows Phone 7.0 en 7.5 te compenseren bracht Microsoft Windows Phone 7.8 uit, dat een groot deel van de nieuwe functies van Windows Phone 8 naar Windows Phone 7 bracht.

## Root access
Vanaf 2011 tot en met 2013 werd er door ethisch hacker Rene Lergner, beter bekend onder alias Heathcliff74, een hack ontwikkeld waardoor Windows Phone 7 apparaten konden worden geroot. Via een applicatie genaamd WP7 Root Tools kon de bootloader worden ontgrendeld en werd het dus mogelijk om niet-geautoriseerde code uit te voeren. De ontdekkingen werden goed ontvangen door anderen, zo konden er aanpassingen gemaakt worden die ervoor zorgden dat Windows Phone 7 langer bruikbaar bleef. Zo zijn er een aantal functies die niet naar Windows Phone 7 kwamen toch mogelijk geworden.

## Specificaties
| Modellen                 | Modellen                      | Lumia 900                              |
| Introductie              | Introductie                   | 9 januari 2012                         |
| Originele OS versie      | Originele OS versie           | Windows Phone 7.5                      |
| Hoogste OS versie        | Hoogste OS versie             | Windows Phone 7.8                      |
| Productie codenaam       | Productie codenaam            | RM-808/823                             |
| Specificaties            | Specificaties                 | Lumia 900                              |
| Afmetingen               | hoogte                        | 127,8 mm                               |
| Afmetingen               | breedte                       | 68,5 mm                                |
| Afmetingen               | dikte                         | 11,5 mm                                |
| Gewicht (g)              | Gewicht (g)                   | 160 g                                  |
| Volume (cm3)             | Volume (cm3)                  | 90 cm3                                 |
| Kleuren achterkant       |                               |                                        |
| Kleuren voorkant         |                               |                                        |
| Verwijderbare achterkant | Verwijderbare achterkant      | Nee                                    |
| Scherm                   | Scherm                        | Lumia 900                              |
| Diagonaal (inch)         | Diagonaal (inch)              | 4,3" (10,92 cm)                        |
| Resolutie (pixels)       | Resolutie (pixels)            | 480×800                                |
| Pixel dichtheid (ppi)    | Pixel dichtheid (ppi)         | 217                                    |
| Schermafmetingen         | hoogte                        | 94,0 mm                                |
| Schermafmetingen         | breedte                       | 56,0 mm                                |
| Screen-to-body-ratio     | Screen-to-body-ratio          | 60,13%                                 |
| Kleurweergave            | Kleurdiepte                   | TrueColor 24-bit (16777216 kleuren)    |
| Kleurweergave            | DCI-P3-kleurruimte            | Nee                                    |
| ClearBlack polarizer     | ClearBlack polarizer          | Ja                                     |
| Glance scherm            | Glance scherm                 | Gorilla Glass 1                        |
| Gorilla Glass            | Gorilla Glass                 | Nee                                    |
| On-screen taakbalk       | On-screen taakbalk            | Nee                                    |
| Super Sensitive Touch    | Super Sensitive Touch         | Nee                                    |
| Technologie              | Technologie                   | AMOLED                                 |
| Verversingssnelheid      | Verversingssnelheid           | 60 Hz                                  |
| Geheugen/Processor       | Geheugen/Processor            | Lumia 900                              |
| RAM                      | RAM                           | 512 MB                                 |
| Opslag                   | Opslag                        | 16 GB                                  |
| Uitbreidbaar             | Uitbreidbaar                  | Nee                                    |
| Processor                | System-on-a-chip              | Qualcomm Snapdragon S2 APQ8055+MDM9200 |
| Processor                | Bit                           | 32 bit                                 |
| Processor                | Cores                         | Single core                            |
| Processor                | Productie-procedé             | 45 nm                                  |
| Processor                | ARM-instructieset             | v7                                     |
| Processor                | Kloksnelheid per core (GHz)   | 1,4                                    |
| GPU                      | GPU                           | Adreno 205                             |
| Connectiviteit           | Connectiviteit                | Lumia 900                              |
| Netwerken                | GSM                           | 850/900/1800/1900                      |
| Netwerken                | UMTS                          | Band 1/2/5/8                           |
| Netwerken                | LTE Advanced                  | Band 1/4/17                            |
| Bluetooth                | Bluetooth                     | 2.1                                    |
| Wifi                     | Wifi                          | b/g/n                                  |
| NFC                      | NFC                           | Nee                                    |
| Gps                      | Gps                           | Ja                                     |
| GLONASS                  | GLONASS                       | Nee                                    |
| Sim                      | Aantal Sims                   | 1                                      |
| Sim                      | Grootte                       | Micro-Sim                              |
| Connectoren              | Audio                         | 3,5mm audio jack                       |
| Connectoren              | Opladen/Gegevensoverdracht    | USB Micro-B 2.0                        |
| Connectoren              | Video                         | Nee                                    |
| FM Radio                 | FM Radio                      | Ja                                     |
| Miracast                 | Miracast                      | Nee                                    |
| Digitale TV              | Digitale TV                   | Nee                                    |
| Continuum                | Continuum                     | Nee                                    |
| Batterij                 | Batterij                      | Lumia 900                              |
| Capaciteit (mAh)         | Capaciteit (mAh)              | 1830                                   |
| Model                    | Model                         | BP-6EW 3,7V                            |
| Verwijderbaar            | Verwijderbaar                 | Nee                                    |
| Qi draadloos opladen     | Qi draadloos opladen          | Nee                                    |
| Batterijvermogen (uur)   | Standby                       | 300                                    |
| Batterijvermogen (uur)   | Muziek playback               | 60                                     |
| Batterijvermogen (uur)   | Video playback                | 8                                      |
| Batterijvermogen (uur)   | Video opname                  | n/a                                    |
| Batterijvermogen (uur)   | Wifi netwerk browsen          | n/a                                    |
| Batterijvermogen (uur)   | 3G netwerk browsen            | n/a                                    |
| Batterijvermogen (uur)   | Beltijd (2G)                  | 8                                      |
| Batterijvermogen (uur)   | Beltijd (3G)                  | 7                                      |
| Batterijvermogen (uur)   | Beltijd (4G)                  | n/a                                    |
| Technologie              | Technologie                   | Lithium-Polymer                        |
| Camera                   | Camera                        | Lumia 900                              |
| Camera aan de voorzijde  | Apertuur                      | ƒ/2,4                                  |
| Camera aan de voorzijde  | Megapixel                     | 1                                      |
| Camera aan de voorzijde  | Videoresolutie                | VGA (480×640) in 30 fps                |
| Hoofdcamera              | Autofocus                     | Ja                                     |
| Hoofdcamera              | Apertuur                      | ƒ/2,2                                  |
| Hoofdcamera              | 35mm equivalent (mm)          | 28 mm                                  |
| Hoofdcamera              | Megapixel                     | 8,0                                    |
| Hoofdcamera              | Sensorgrootte (inch)          | 1/3,2 (7,94 mm)                        |
| Hoofdcamera              | Videoresolutie                | HD (720×1280) in 30 fps                |
| Hoofdcamera              | Carl Zeiss Optics             | Ja                                     |
| Hoofdcamera              | Zoom                          | 4×                                     |
| Hoofdcamera              | Flits                         | Ja                                     |
| Hoofdcamera              | Optische beeldstabilisatie    | Nee                                    |
| Hoofdcamera              | Cameraknop                    | Ja                                     |
| Hoofdcamera              | Digital Negative image format | Nee                                    |
| Sensoren                 | Sensoren                      | Lumia 900                              |
| Windows Hello            | Vingerafdruk Scanner          | Nee                                    |
| Windows Hello            | Infrarood Iris Scanner        | Nee                                    |
| Microfoons               | Microfoons                    | 2                                      |
| Cortana                  | Cortana ondersteuning         | Nee                                    |
| Cortana                  | “Hey Cortana” oproep          | Nee                                    |
| Accelerometer            | Accelerometer                 | Ja                                     |
| Omgevingslichtdetector   | Omgevingslichtdetector        | Ja                                     |
| Nabijheidssensor         | Nabijheidssensor              | Ja                                     |
| Magnetometer             | Magnetometer                  | Ja                                     |
| Gyroscoop                | Gyroscoop                     | Ja                                     |
| Barometer                | Barometer                     | Nee                                    |
| SensorCore               | SensorCore                    | Nee                                    |

### Modelvarianten
| Naam     | 900              | 900          |
| Model    | RM-808           | RM-823       |
| -------- | ---------------- | ------------ |
| Regio    | Verenigde Staten | Globaal      |
| 3G       | Band 1/2/5       | Band 1/2/5/8 |
| 4G       | Band 1/4/17      | Geen 4G      |
| NFC      | Nee              | Nee          |
| DTV      | Nee              | Nee          |
| Dual Sim | Nee              | Nee          |